# Цаца
Цацата (Sprattus sprattus) е морска риба от семейство селдови, разпространена в Европа (в Балтийско, Северно, Средиземно и Черно море). Нейният подвид Sprattus sprattus sulinus, разпространен в България, е известен като копърка, трицона, черноморски шпрот или само шпрот.

## Класификация
Класифицирана е за първи път от Карл Линей през 1758 г. като Clupea sprattus . През 1826 г. е описана и класифицирана от Антоан Рисо като Clupanodon phalerica, откъдето е името на подвида S. sprattus phalericus. През 1904 г. същият подвид е описан в Черно море от Григоре Антипа като Clupea sulinae и в българската литература черноморската цаца се описва най-често като S. sprattus sulinus. Представителите на този подвид са малко по-дребни с по-малък брой лъчи на аналната перка.
Близък вид е езерната цаца (Clupeonella cultriventris), която понякога също е наричана езерна трицона или само трицона или кротушка. Тя е малко по-светла на цвят и може да обитава басейни с по-ниска соленост (дори пресноводни).

## Описание
Тялото ѝ е странично сплеснато (овално), а люспите са сребристосиви на корема и тъмносини на гърба-перките са тъмнокафяви. Достига тегло около 10 грама и дължина до 16 см (в български води – до 13 см).
Живее на стада и се храни със зоопланктон. През зимата мигрира към вътрешността на морето и в дълбочина до 400 м (в Северно море). През лятото излиза на дълбочина 10 – 20 м в близост до брега. Размножава се почти през цялата година. Служи за храна на хищни риби и делфини.

## Значение
Има стопанско значение и се замразява, маринова, осолява или консервира. Пържената риба е широко разпространена в ресторанти по българското Черноморие. Във Варна говорят за пържена „трицона“, докато в южното Черноморие се говори за пържена „цаца“. Консервира се предимно в Бургас, но тогава бива наричана „копърка“. Маринованата копърка е позната още като салата „Перла“. Марката „Перла“ е собственост на рибопреработвателно дружество „Черноморски риболов – Бургас“ АД и е регистрирана в Патентното Ведомство на Република България в клас 29 по Ницската класификация, под регистров номер 00041437. Поради прекомерната ѝ експлоатация се счита за застрашена като стопанско значение. ↑
Балтийският шпрот се консервира в Полша и прибалтийските републики. Консерви с полски шпроти могат да бъдат срещнати на българския пазар. На руски език може да се срещне и като „килька“.
Уловът на цаца от български рибари през 80-те години на 20-ти век е надвишавал 18 000 тона, ала през 2005 г. спада до 5000 – 6000 тона. Цацата има голямо стопанско значение, но не е застрашен вид.

## Други
Цацата е сравнително дребна риба и в разговорния език е навлязла като нарицателно за нещо дребно:
- цитат от филма Кит – „Риба, ама цаца… – Цаца, ама риба...“ Архив на оригинала от 2006-05-01 в Wayback Machine.